# Lalaye
Lalaye é uma comuna francesa na região administrativa de Grande Leste, no departamento Baixo Reno. Estende-se por uma área de 8,27 km². Em 2010 a comuna tinha 484 habitantes (densidade: 58,5 hab./km²).